# Renald II (książę Geldrii)
Renald II zwany Czarnym (ur. ok. 1295 r., zm. 12 października 1343 r. w Arnhem) – hrabia Geldrii i Zutphen od 1326 r., w 1339 r. wyniesiony do rangi księcia Geldrii.

## Życiorys
Renald był najstarszym synem hrabiego Geldrii Renalda I. Jego matką była druga żona Ottona, Małgorzata, córka hrabiego Flandrii Gwidona z Dampierre. Jego ojciec bardzo zadłużył księstwo, w efekcie czego Renald wystąpił przeciwko niemu i w 1318 r. uwięził go, obejmując faktyczne rządy w hrabstwach Geldrii i Zutphen jako regent. Ojciec zmarł w niewoli w 1326 r. i wtedy Renald przyjął tytuły hrabiowskie. Prowadził liczne waśnie z sąsiednimi władcami, które przyniosły mu różne nabytki terytorialne.
Jeszcze za życia ojca poślubił Zofię Berthout. Co prawda nie pochodziła ona z rodziny książęcej, ale jej ojciec, Floris Berthout, pan Mechelen, był niezwykle zamożnym człowiekiem, u którego ojciec Renalda zastawił liczne hrabiowskie dobra. Po śmierci Zofii w 1329 r. Renald po raz drugi ożenił się (24 października 1331 r.), z Eleonorą, siostrą króla Anglii Edwarda III.
Poprzez to małżeństwo Renald związał się politycznie ze stronnictwem angielskim w dobie wojny stuletniej. Wspierał Edwarda III w walkach z Francją zbrojnie i pieniężnie, w jego imieniu negocjował z miastami flamandzkimi. Wszedł w bliskie stosunki z cesarzem Ludwikiem IV Bawarskim (m.in. uczestniczył w jego wyprawie do Rzymu). Ich efektem było podniesienie Renalda przez cesarza Ludwika 13 marca 1339 r., podczas obrad Reichstagu we Frankfurcie do rangi księcia Rzeszy (odtąd on i jego dziedzice tytułowali się książętami Geldrii i hrabiami Zutphen).
Znaczenie Renalda rosło także dzięki cesarskim nadaniom dóbr i urzędów. Bił własną monetę, pod jego rządami rozkwitał także handel i geldryjskie miasta. Zreorganizował administrację i aparat podatkowy.
Renald pozostawił po sobie spore długi – spowodowane przede wszystkim splendorem, jakim zaczął się otaczać po otrzymaniu rangi księcia oraz wydatkami związanymi z wojną przeciwko Francji. Został pochowany w klasztorze Graefenthal.

## Rodzina
Z małżeństwa z Zofią Berthaut pochodziły cztery córki:
- Małgorzata, dziedziczka Mechelen (sprzedała to miasto hrabiom Flandrii), zaręczona z synem księcia Jülich Wilhelma I Gerardem, zmarła przed wyjściem za mąż,
- Mechtylda, żona hrabiego Kleve Jana, a następnie Jana z Chatillon, hrabiego Blois,
- Elżbieta, ksieni w klasztorze Graefenthal,
- Maria, żona księcia Jülich Wilhelma II (brata Gerarda, narzeczonego jej siostry; jej syn Wilhelm odziedziczył Geldrię po śmierci obu braci Marii).

Z małżeństwa z Eleonorą angielską pochodziło dwóch synów:
- Renald III, następca ojca jako książę Geldrii,
- Edward, następca Renalda III (którego pokonał i uwięził) jako książę Geldrii.